# 知っとるケ
知っとるケ（しっとるケ）は、フジテレビ系で放送されたバラエティ番組『オレたちひょうきん族』のタケちゃんマンのコーナーで明石家さんまが演じたキャラクター。妖怪人間。

## 概要
タケちゃんマンと五番目に戦った怪人。
チャンチャンコに白髪、赤い鼻、肩に乗せたカラスのバッキー知っとるケの腹話術になっていない腹話術でオウムのようにしゃべるが、横にいるタケちゃんマン7にいつもそれをツっこまれる。熱い季節になると夏服（下に着ているシャツの長袖を切ったもの）に着替え、バッキーに代わり扇風機のやすはる君が登場したが、回すとタケちゃんマンに髪をすられしまうので一回で回すのをやめた。
お遍路さんの親子が遍路の途中、父親が野たれ死に、自給自足をしていた子供が学校に寄った際、学校の子から「しっとルけ?」と馬鹿にされ、神様に頼んだところ、天才的な頭脳を得る代わりに妖怪にされてしまった人間。地元の村では「しっとるケ様」として伝説になっている。体毛を拾った者は爆発し、煙とともに白髪の老人になってしまう。初登場時にはこの力で数人の村人を老人にした。村人にはこの毛のことも知られており、拾った村人はすぐに「知っとるケさまの毛じゃ～」と正体に気付いたが、時すでに遅く逃げることはできなかった。
変身前は女性に対するトラブルが多く「最低の男」ぶりを見せつけた。洗濯女（さんまのマンションの前で「さんちゃん、寒い」と言って、回転してむりやり部屋に入ろうとする。島田紳助が演じていた）のストーキングを受けていた。
変身パターンは、ビートたけしが覆面姿で現れて、それに驚いたさんまの言動から
たけし「さてはお前××××ケだな!」
さんま「そういうおまえは××××セブンだな!」
とお互いに言い合い、二人でタケちゃんマン7と知っとるケに変身するというものだった。

## 展開
- 初期は「しっとるケ舞踊団」といっしょに「しっとるケのケ 俺の名前をしっとるケのケ 薔薇の花言葉をしっとるケのケ 涙をこらえてしっとるケのケ（後に「最低の男ってしっとるケのケ 今年で30（歳）しっとるケのケ」に変更）しっとるケのケ」と歌いながら登場（「しっとるケ音頭」、「まっくろけ節の替え歌」）。次第にメンバーは減っていき、タケちゃんマン7が操作する手回し式の人形に代わり、最後にはいなくなり一人で踊っていた（次第に、踊りもカットされた）。
- タケちゃんマン7との対決では、「こんなの知っとるケ?」と言ってタケちゃんマン7に唐突に話題をふり様々なポーズを取らせてからかう（「おメェ、人差し指だけで音を出すことできるケ?……タイムショック!」など」）。様々な屈辱的なポーズをさせ、後期には、タケちゃんマン7を様々なギャグや小道具で笑わせようとする。「ヒャ〜ッホッホッホッ!!」と奇声を発して相手を威嚇する。口癖は「しっとるケおめぇー」。精神的ダメージを与えるのが得意技だった。
- よくCMの依頼が二人にオファーされるが、知っとるケの方が体力を使う役割ばかり任され、「体がもちまシェーン!」「飲めまシェーン!」「股間がもちまシェーン!」などの弱音を吐いてばかりだった。8時だョ!全員集合のコントをネタにした物が多かった。（このときの扮装を、「飲めましぇん坊や」とも呼び、2009年の『さんタク』でも再現された）である。
- 最期は大規模な犯罪が増加し、治安悪化による支持率低下を懸念した政府がこの年（1985年のロス疑惑、投資ジャーナル、銀河計画事件）の大事件犯人にでっち上げられてタケちゃんマン手鼻7と変身合戦をした後、実家の知取毛神社に立てこもり、神社に放火し踊りながら焼身自殺した。
- 知っとるケの墓は青森県知っとるケ村と福岡県北九州・小倉市[1]、カナダ・バンクーバーの3ヶ所にある設定になっている。
- 最終回「タケちゃんマン忠臣蔵」では、ダンサーとともに「今年で34、知っとるケのケ」と歌い踊っていた。
- 2008年7月26日、27日に放送されたFNS27時間テレビ!!～みんな笑顔のひょうきん夢列島!!～内の朝の笑顔体操コーナーで「知っとるケスマイリー」として復活。同コーナーで披露された、さんまがひょうきん族内で演じたキャラクター[2]のギャグや歌を取り入れた笑顔体操の歌詞には「しっとるケのケ 俺が司会ってしっとるケのケ スマイリー小原ってしっとるケのケ 今年で53（歳）しっとるケのケ」と「しっとるケ音頭」をアレンジした個所もあった。

## 特筆事項
- 後に『めちゃ×2イケてるッ!』で、“30歳の通過儀礼”と称して中居正広と岡村隆史が扮したり、他局でも『ロンドンハーツ』でほしのあきが扮したりと、一部で「三十路に到達した芸能人にとって重要視されるキャラクター」となっている。
- お笑い芸人たちにとっては、30歳という年齢を区切りとして意識させるものとして語り継がれている。「30歳といういい大人になってこんなことをしている」という自虐ギャグであったのだが、現代の芸人では30歳などまだまだ若手であり「もう時代が違いすぎる」とさんま自身は述懐している。